# Békés
Békès – miasto w południowo-wschodnich Węgrzech, w komitacie Békés, nad Kereszem (dorzecze Cisy). Liczy prawie 20 tys. mieszkańców (I 2011).
W mieście rozwinął się przemysł spożywczy, drzewny, materiałów budowlanych oraz rzemieślniczy. W mieście działa uzdrowisko z ciepłymi źródłami mineralnymi, gdzie jest leczenie chorób reumatycznych, kobiecych oraz systemu nerwowego.
Podczas II wojny światowej w Békés zorganizowany był obóz internowania dla Polaków.

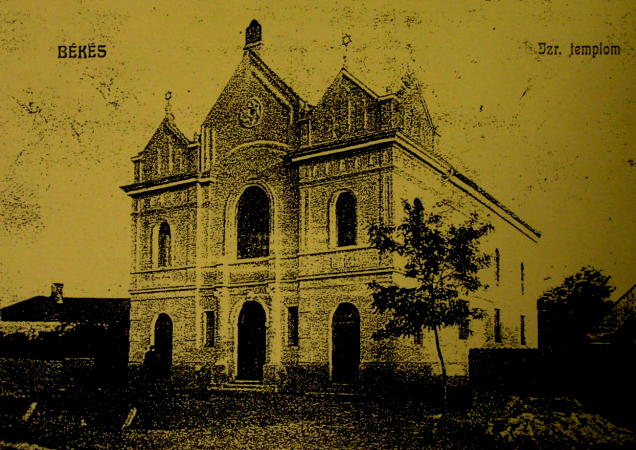
Synagoga sprzed roku 1944

## Miasta partnerskie
- Gheorgheni, Rumunia
- Novi Itebej, Serbia
- Myszków, Polska